# Express (deutsche Zeitung)

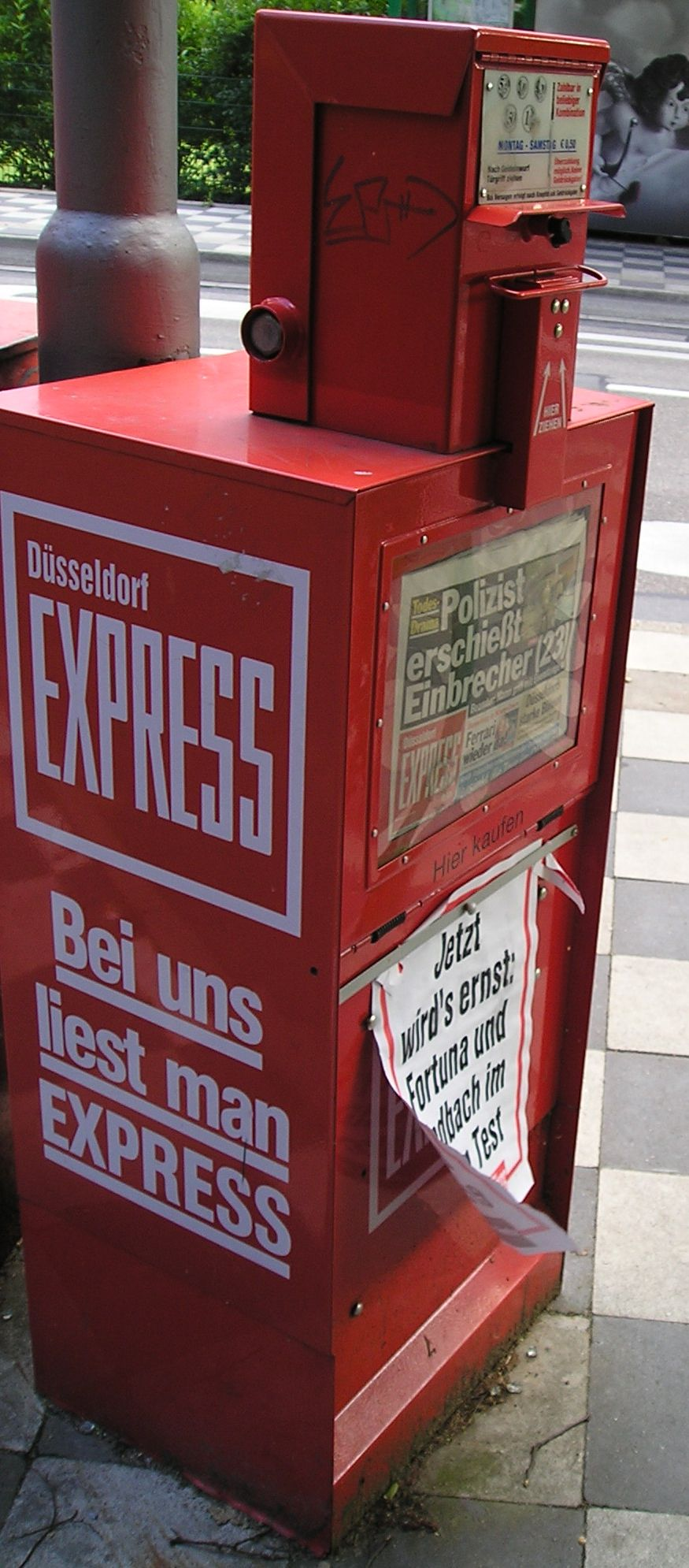
Typischer Verkauf per Automat

Der Express (Verlagsschreibweise: EXPRESS) ist eine regionale Boulevardzeitung mit Sitz in Köln, die täglich im Verlag M. DuMont Schauberg erscheint. In den Regionen Köln und Düsseldorf erscheint sie mit jeweils eigenem Lokalteil; sie ist aber auch im weiteren Umland (Aachen, Mönchengladbach, Duisburg) ohne eigenen Lokalteil erhältlich. Die verkaufte Auflage beträgt 29.600 Exemplare, ein Minus von 90,8 Prozent seit 1998.

## Geschichte
Die Idee zu einer verlagseigenen Boulevardzeitung hatte Alfred Neven DuMont, der Gründungsherausgeber. Er las im Dezember 1963 im eigenen Kölner Stadt-Anzeiger, dass der Springer-Verlag und die Rheinische Post im Februar 1964 in Düsseldorf und Köln eine gemeinsame Boulevardzeitung, den Mittag, auf den Markt bringen wollten. Dieses Vorhaben war der Anlass für eine verlagseigene Boulevardzeitung. Ziel waren im Gründerjahr 30.000 verkaufte Exemplare, bereits 1965 kamen 100.000 Exemplare mit steigender Tendenz auf den Markt.
Die erste Ausgabe des Express erschien als Frei-Exemplar am 29. Februar 1964 und berichtete mit der Schlagzeile „Freiflug in den Tod“ über den Flugunfall bei Innsbruck, bei dem auch der Kölner Walter Hausmann ums Leben kam. Ab 2. März 1964 begann sein regulärer Vertrieb mit einer Startauflage von 30.000 Exemplaren. Im Oktober 1965 kam der Bonner EXPRESS hinzu, im Oktober 1967 folgte Düsseldorf Express in Kooperation mit dem Verlag W. Girardet (Westdeutsche Zeitung), nachdem am 20. September 1967 das verlustbringende Boulevardblatt Mittag eingestellt wurde und 285.000 Leser hinterließ. Am 1. Juli 1973 erschien die erste Ausgabe des Sonntag Express. Seit November 1999 ist DuMonts Neffe dritten Grades, Christian DuMont Schütte, Mitherausgeber. Diese Funktion hatte auch Alfred Neven DuMonts Sohn Konstantin Neven DuMont inne, der allerdings im November 2010 nach familiären Streitigkeiten abberufen wurde.
Der direkte Konkurrent Bild hat in Köln eine verkaufte Auflage von 17.436 Exemplaren gegenüber 63.373 der Express-Hauptausgabe Köln/Bonn (2012), die Gesamtausgabe des Express brachte es auf 349.776 Exemplare. Damit ist der Express Marktführer unter den Tageszeitungen und Boulevardzeitungen in Köln. Diese Marktführer-Position geriet in Gefahr, als ab 13. Dezember 1999 im Rahmen des Kölner Zeitungskriegs die unentgeltliche und anzeigenfinanzierte Tageszeitung 20 Minuten mit einer Auflage von 150.000 Exemplaren in Köln erschien. Sowohl das Oberlandesgericht Köln (Urteil vom 1. Mai 2001) als auch der Bundesgerichtshof (Urteil vom 20. November 2003) wiesen die Klage des DuMont-Verlages gegen 20 Minuten ab, weil auch kostenlose Pendlerzeitungen wie 20 Minuten wie etablierte Tageszeitungen durch das Grundrecht der Pressefreiheit geschützt seien und dieses Vorrang vor dem Gesetz gegen den unlauteren Wettbewerb habe, solange keine existenzbedrohenden Auswirkungen nachgewiesen würden.
Der Bonner Express wurde im April 2017 eingestellt. Seit Oktober 2018 bezieht der Express seine überregionalen Inhalte vom RedaktionsNetzwerk Deutschland. Seit 2021 ist auch die Düsseldorfer Ausgabe vollständig im Eigentum von DuMont.

## Vertrieb
Der Vertrieb des Express und seiner Sonntagsausgabe erfolgt zum großen Teil über den Einzelverkauf im Zeitungshandel und durch verlagseigene Zeitungsautomaten, von denen jedoch im Sommer 2018 zahlreiche abgebaut wurden. Im Unterschied zur Bild am Sonntag wird die Sonntagsausgabe auch über diese Zeitungsautomaten vertrieben. Anders als viele andere Boulevardzeitungen kann der Express auch abonniert werden, wobei die Zustellung nur innerhalb des Verbreitungsgebietes der Zeitungsgruppe Köln durch Zeitungsboten geschieht.

## Auflage
Der Express  gehört zu den deutschen Tageszeitungen mit den größten Auflagenverlusten der vergangenen Jahre. Die verkaufte Auflage ist in den vergangenen 10 Jahren um durchschnittlich 14,4 % pro Jahr gesunken. Im vergangenen Jahr hat sie um 16,8 % abgenommen. Sie beträgt gegenwärtig 29.600 Exemplare. Der Anteil der Abonnements an der verkauften Auflage liegt bei 30,5 Prozent. (Stand: 2. Quartal 2022)
| 1998   | 1999   | 2000   | 2001   | 2002   | 2003   | 2004   | 2005   | 2006   | 2007   | 2008   | 2009   | 2010   | 2011   | 2012   | 2013   | 2014   | 2015   | 2016   | 2017   | 2018  | 2019  | 2020  | 2021  | 2022  | 2023  | 2024  |
| ------ | ------ | ------ | ------ | ------ | ------ | ------ | ------ | ------ | ------ | ------ | ------ | ------ | ------ | ------ | ------ | ------ | ------ | ------ | ------ | ----- | ----- | ----- | ----- | ----- | ----- | ----- |
| 320994 | 306401 | 297587 | 283011 | 250575 | 242057 | 231862 | 224790 | 216477 | 206781 | 193954 | 186888 | 185670 | 180881 | 166217 | 156915 | 145127 | 129399 | 117769 | 105163 | 88862 | 81698 | 61917 | 48525 | 41859 | 36999 | 30767 |

Neben der Gesamtausgabe werden noch die Auflagen der Ausgaben Köln/Bonn (22.285 Exemplare) und Düsseldorf (4627 Exemplare) gesondert ausgewiesen.
Häufig haben die Titelseiten der verschiedenen regionalen Ausgaben unterschiedliche Schlagzeilen, die sich auf den jeweiligen Lokalteil beziehen. In den Schlagzeilen und Bildunterschriften der Lokalteile wird häufig auf den lokalen Dialekt (Kölsch) zurückgegriffen. Der regionale Charakter der Zeitung zeigt sich auch in der Veröffentlichung von (bisweilen ebenfalls „op kölsch“ formulierten) Todesanzeigen.

## Unternehmensgruppe
Die Unternehmensgruppe gibt ebenfalls den Sonntag Express und die Tageszeitungen Kölnische Rundschau und Kölner Stadt-Anzeiger heraus (von 2006 bis 2013 auch die Frankfurter Rundschau, bis Anfang 2020 auch die Mitteldeutsche Zeitung). Der Versuch des DuMont-Verlages, in Sachsen-Anhalt und Sachsen mit Hauptsitz in Halle (Saale) und Lokalteilen in Leipzig, Magdeburg, Erfurt und Gera ebenfalls eine Boulevardzeitung zu etablieren, wurde 1995 bei steigender Auflage beendet. Nur wenige Wochen nach Einstellung des Mitteldeutschen Express stellte der Axel-Springer-Verlag die ebenfalls in Halle (Saale) verlegte Abonnement-Zeitung Hallesches Tageblatt ein. Das südliche Sachsen-Anhalt hat heute nur noch die Boulevard-Zeitung Bild und die Abonnement-Zeitung Mitteldeutsche Zeitung.
Der Express erschien 1990 nach dem Mauerfall zunächst mit der Kölner Ausgabe in Halle (Saale); dies war auch der Zeitpunkt des Auflagehöhepunktes mit über 450.000 verkauften Exemplaren. Später erschien er unter dem Titel Neue Presse – Express (1990 bis 1992) gemeinsam verlegt mit der Verlagsgesellschaft Madsack und mit Lokalausgaben in Leipzig, Magdeburg, Erfurt und Gera. Nach einer Entscheidung des Kartellamtes erschien er zwangsgetrennt von der Verlagsgesellschaft Madsack in alleiniger Verantwortung der DuMont-Gruppe als Mitteldeutscher Express (1992 bis 1995) mit den Lokalteilen Halle (Saale), Leipzig und Magdeburg. Als Herausgeber fungierte Alfred Neven DuMont.

## Journalistenpreise
Den Sonderpreis der Konrad-Adenauer-Stiftung beim Deutschen Lokaljournalistenpreis erhielten im Jahr 2000 die Express-Reporter Robert Baumanns und Jens Hartmann für die Rubrik SoKo EXPRESS. Hierbei wird zwischen Bürgern und Behörden bzw. Firmen vermittelt. Der Verband der deutschen Internetwirtschaft (eco) zeichnete 2009 den mobilen Auftritt von express.de gemeinsam mit der Frankfurter Rundschau, der Kölnischen Rundschau, der Mitteldeutschen Zeitung und dem Kölner Stadt-Anzeiger aus.
Der Kausa Medienpreis zeichnete im Jahr 2011 den Express-Volontär Mehmet Ata mit dem Sonderpreis aus. Ata zeigte sich verantwortlich für die Serie Wenn die Fremde zur Heimat wird, anlässlich des 1961 abgeschlossenen Anwerbeabkommens zwischen Deutschland und der Türkei. Beim Deutschen Lokaljournalistenpreis der Konrad-Adenauer-Stiftung wurde der Express 2013 für die Serie Sarah und Sarah – die Schülerpraktikanten ausgezeichnet, die sich dem Thema Inklusion widmete.
Zudem gewannen Journalisten der Zeitung mehrfach den Wächterpreis der deutschen Tagespresse. Zu den so ausgezeichneten gehörten 1971 Ernst Geis und Bernd Kollmann über die Klingelpütz-Affäre, 1975 Jürgen Steinhoff, 1984 Udo Röbel für die Berichterstattung über die Kießling-Affäre und 2017 die Redaktion zusammen mit dem Kölner Stadt-Anzeiger und der Kölnischen Rundschau für die journalistische Aufarbeitung der Ereignisse in der Kölner Silvesternacht 2015/2016.

## Kritik
Der Express veröffentlicht seit dem Sommer 2023 zahlreiche KI-generierte Zeitungsartikel unter dem erfundenen Namen Klara Indernach. Die Artikel sind am Ende mit einem kursiven Text markiert, der der Leserschaft erklärt, wie der Text entstanden ist. Der Absatz hat folgenden Wortlaut: „Dieser Text wurde mit Hilfe Künstlicher Intelligenz erstellt, von der Redaktion bearbeitet und geprüft. Mehr zu unseren Regeln im Umgang mit KI gibt es hier.“

## EXPRESS – Die Woche
Seit dem 4. Februar 2022 erscheint neben dem Express auch EXPRESS – Die Woche als Anzeigenblatt für das Kölner Stadtgebiet. Herausgeber ist Rheinische Anzeigenblätter, eine 50%-Tochter der DuMont Mediengruppe, die vorher den „Kölner Wochenspiegel“ bzw. „Porz Aktuell“ herausgab. Mit dieser Maßnahme soll die Marke „Express“ gestärkt und die Reichweite der Kaufzeitung und wöchentlichen Anzeigenblatt vergrößert werden. Beide Redaktionen sollen unverändert weitgehend unabhängig voneinander arbeiten. Am 6. Oktober 2023 erfolgt die Umstellung auf das größere Rheinische Format um mehr Möglichkeiten für redaktionellere Inhalte als auch mehr Flexibilität in der Positionierung von Anzeigen zu erhalten. 2024 gab es vom Bundesverband kostenloser Wochenzeitungen (BVDA) den ersten Preis in der Kategorie „Beste journalistische Leistung“ für die Investigativrecherche „Retter im Würgegriff“ zu den Missständen bei der Kölner Feuerwehr.

## EXPRESS Queer Awards
Seit 2023 vergibt der EXPRESS jährlich die EXPRESS Queer Awards für Menschen aus der LGBTQI+-Community! Im ersten Jahr bekamen unter anderem Pam Pengco und Ricarda Hofmann die Preise überreicht. 2024 im Rahmen des CSD-Wochenendes in Köln erhielten unter anderem Tahnee und Hazel Brugger die Auszeichnung.